# Rinconada de Santa Teresa
Rinconada de Santa Teresa är en ort i Mexiko.   Den ligger i kommunen Tenancingo och delstaten Mexiko, i den sydöstra delen av landet, 70 km sydväst om huvudstaden Mexico City. Rinconada de Santa Teresa ligger 2 069 meter över havet och antalet invånare är 376.
Terrängen runt Rinconada de Santa Teresa är lite bergig. Runt Rinconada de Santa Teresa är det tätbefolkat, med 550 invånare per kvadratkilometer. Närmaste större samhälle är Tenango de Arista, 14,8 km norr om Rinconada de Santa Teresa. Omgivningarna runt Rinconada de Santa Teresa är en mosaik av jordbruksmark och naturlig växtlighet.